# Kemal Reis
Kemal Reis (auch: Kemal Re’is) (* 1451 in Gallipoli, Osmanisches Reich; † 1511) war ein osmanischer Korsar, Admiral und Kartograph. Er war der Onkel von Piri Reis.

## Leben
Kemal Reis erbeutete 1501 im Krieg gegen die Republik Venedig bei der Seeschlacht von Valencia eine Seekarte der „westlichen Region“, die angeblich von Kolumbus erstellt wurde. Mehrere Autoren nehmen an, dass die Karte durch einen gefangengenommenen Seemann in den Besitz von Kemal Reis kam. Strittig ist allerdings die Frage, ob die Aussage des gefangenen Seemannes, dass Kolumbus der Kartograph war, richtig ist.

„… soll Piri Reis, nach der Vermutung von Kahle, durch einen spanischen Seemann erhalten haben, den Kemal Reis 1501 auf einem gekaperten spanischen Schiff gefangengenommen hatte. Dieser Gefangene soll eigenen Angaben nach Kolumbus auf seinen ersten drei Reisen über den Atlantik begleitet haben.“

„Der Überlieferung nach soll sie im Jahre 1501 von Kemal Reis, einem Onkel von Piri Reis, in der Seeschlacht von Valencia erbeutet worden sein.“

Sein Neffe Piri Reis soll kartografische Informationen aus dieser Karte in die bekannte Karte des Piri Reis eingearbeitet haben. Kemal Reis starb mit einer Flotte von 27 Schiffen bei Sturm im Mittelmeer.